# Partit Socialista Valencià
Ne doit pas être confondu avec Partit Socialista del País Valencià-PSOE ou Partit Socialista del País Valencià.
 (octobre 2024).
Le Partit Socialista Valencià (Parti socialiste valencien en valencien, PSV) est un parti politique du Pays valencien, en Espagne, fondé dans la clandestinité durant le franquisme en 1964 et dissous en 1968.
Proche de la pensée de Joan Fuster, le PSV fut le premier représentant notable du « nouveau valencianisme » influencé par ce dernier et constitua un référent de premier ordre pour le Partit Socialista del País Valencià, fondé en 1974.

## Origines et idéologie
Le parti fut fondé en octobre 1964 par d'anciens militants du Moviment Social-Cristià de Catalunya, Acció Socialista Valenciana ainsi que de l'Agrupació Democràtica d'Estudiants Valencians. Premier parti créé à Valence durant le franquisme, il regroupait des tendances socialistes proches du valencianisme comme les Jeunesses de Lo Rat Penat et était influencé par le socialisme catalaniste de Josep Pallach i Carolà, les groupes démocrates-chrétiens de Jordi Pujol, la revue Serra d'Or et l'abbaye de Montserrat. Le parti ne revendiquait aucun lien avec les groupes valencianistes antérieurs à la guerre civile espagnole.
Le noyau du parti était hétérogène. Une partie de ses militants était issue du Front Marxista Valencià (FMV), comme Vicent Ventura. D'autres indépendants, comme Eliseu Climent, étaient plus proches de la démocratie-chrétienne. Parmi les autres membres importants de la formation, on peut citer Ferran Martínez Navarro, Josep Vicent Marqués, Joan Josep Pérez Benlloch, Valerià Miralles i Ortolà, Ricard Pérez Casado, Joan Francesc Mira et Alfons Cucó.
La majorité de ses militants était issue de la petite bourgeoisie. Il fut actif dans la lutte contre le franquisme, s'opposant au syndicat universitaire unique du régime, le  SEU. Le PSV n'avait pas de programme élaboré, mais défendait certaines grandes lignes d'action qui inspirèrent la déclaration de principe de 1964.
Dans la lignée de la pensée fustérienne, il défendait une conscience identitaire valencienne fondamentalement liée à la communauté nationale des Pays catalans et proposait la transformation de l'État espagnol en une confédération socialiste.

## Implantation
En raison de l'origine d'une grande partie de ses militants, son principal foyer d'implantation fut l'université de Valence. Le PSV tenta de tisser des liens avec différents groupes idéologiquement proches, en Espagne et dans d'autres pays. Ainsi, il tenta de se rapprocher du PSOE à travers Pérez Casado, puis maintint ensuite des contacts avec la CNT et l'UDPV. Grâce à l'aide des groupes chrétiens de Pujol et le Moviment Socialista de Catalunya (MSC), ils furent également en relation avec le Parti socialiste italien. Également proche du Front Nacional de Catalunya, il ne maintint en revanche aucun contact avec le Parti communiste espagnol (PCE).
Le parti compta avec une centaine de militants actifs, un chiffre qui, rapporté au contexte répressif de l'époque, n'est pas négligeable. À la suite de l'arrestation des militants universitaires du PCE en 1962, le PSV fut jusqu'en 1966 le représentant hégémonique de l'opposition universitaire au franquisme dans la région,,. 
Le PSV fut à l'origine de nombreuses initiatives valencianistes et d'opposition au franquisme. Il dirigea la publication de plusieurs revues comme Esquerra, Concret et Lluita. Il organisa également certaines prestations de Raimon, alors proche du parti. Il fut à l'origine des premiers rassemblements visant à promouvoir la nouvelle conception valencianiste. Ses membres furent les promoteurs de la campagne massive de graffitis « Parlem valencià » (« Parlons valencien ») menée à Valence le 9 octobre 1965. Certains de ses membres subirent la répression du régime à la suite de ces initiatives.

## Dissolution
À partir de 1966, le parti entra en crise en raison du manque de cohésion idéologique de ses composants et souffrit de plusieurs scissions.
Le groupe de Valence fut dissous en 1968, celui d'Elche se maintenant jusqu'en 1970. Une partie de ses membres intégrèrent de vieux partis de gauche comme le PCE, d'autres participant à la fondation de nouveaux groupes nationalistes comme Germania Socialista (GS), Convergència Socialista del País Valencià, les Grups d'Acció i Reflexió Socialista et le successeur de ces derniers, le  Partit Socialista del País Valencià, fréquemment considéré comme l'héritier du PSV. D'autres enfin réorientèrent leur travail vers un aspect plus culturel, comme Eliseu Climent, au sein de la librairie et maison d'édition Tres i Quatre.